# توماس غولد (سياسي)
توماس غولد (من مواليد يوليو 1968) هو سياسي أيرلندي من حزب شين فين وكان نائب دالا عن دائرة كورك الشمالية الوسطى الانتخابية منذ الانتخابات العامة لعام 2020.

### الحياة السياسية
كان عضوًا في مجلس مدينة كورك، في الأصل لمنطقة شمال وسط مدينة كورك الشمالية الوسطى في عام 2009 وفي المنطقة الانتخابية المحلية الشمالية الغربية لمدينة كورك منذ عام 2019. كان غولد مرشحًا في الانتخابات العامة لعام 2016 في كورك الشمالية الوسطى، لكنه لم يكن كذلك. انتخب. كان مرشحًا في الانتخابات الفرعية لشمال وسط كورك لعام 2019، لكنه لم يتم انتخابه. تم انتخاب غولد في الانتخابات العامة 2020 في شمال وسط كورك. حصل على ما يقرب من 27% من الأصوات المفضلة الأولى في الدائرة الانتخابية. تم اختياره بعد أن أعلن جوناثان أوبراين أنه لن يسعى لإعادة انتخابه. تم اختيار ميك نوجنت لمقعد غولد في مجلس مدينة كورك بعد انتخابه لعضوية ديل إيرين.
في عام 2018، ادعى جولد أن إنفاق مجلس مدينة كورك على الأمير تشارلز وكاميلا كان "مبالغة". وفي عام 2021، دافع عن سياسي شين فين السابق مارتن فيريس بقوله إن أعضاء الجيش الجمهوري الأيرلندي المؤقت "ليسوا مجرمين". ذكر جولد أن الجيش الجمهوري الأيرلندي المؤقت كان مكونًا من متطوعين "تقدموا في مجتمعهم" في وقت كانوا "تتعرض فيه للهجوم".

## القضية الفلسطينية
ألقى العشرات نواب دييل بمجلس النواب الإيرلندي خطابات بمناسبة الاعتراف بفلسطين، والمرتبط بإعلان إسبانيا وأيرلندا والنرويج يوم الثلاثاء 27 مايو 2024 رسمياً اعترافها بدولة فلسطينية مستقلة، لإبقاء الأمل في حل الدولتين حيًا كما أوضح رئيس الوزراء الأيرلندي سيمون هاريس، حيث أدان النواب استمرار القصف على غزة التي أدت إلى قتل الآلاف المدنيين، في وقت من جلسة ديل انهار توماس غولد من حزب الشين فين بالبكاء خلال خطابه عندما قال إنه يريد رؤية نتنياهو يحترق في الجحيم بنفس الطريقة بنفس الطريقة التي احترق بها هؤلاء الأطفال، كانت هذه تعليق على خلفية مجزرة رفح في عملية الحرب الإسرائيلية على غزة التي بحسب وزارة الصحة في غزة أدى الهجوم المتعهد على مخيمات النازحين إلى مقتل ما بين 45 و50 فلسطينيًا وإصابة أكثر من 200 آخرين بعد اندلاع حريق داخل المخيم.